# Castro do Zambujal

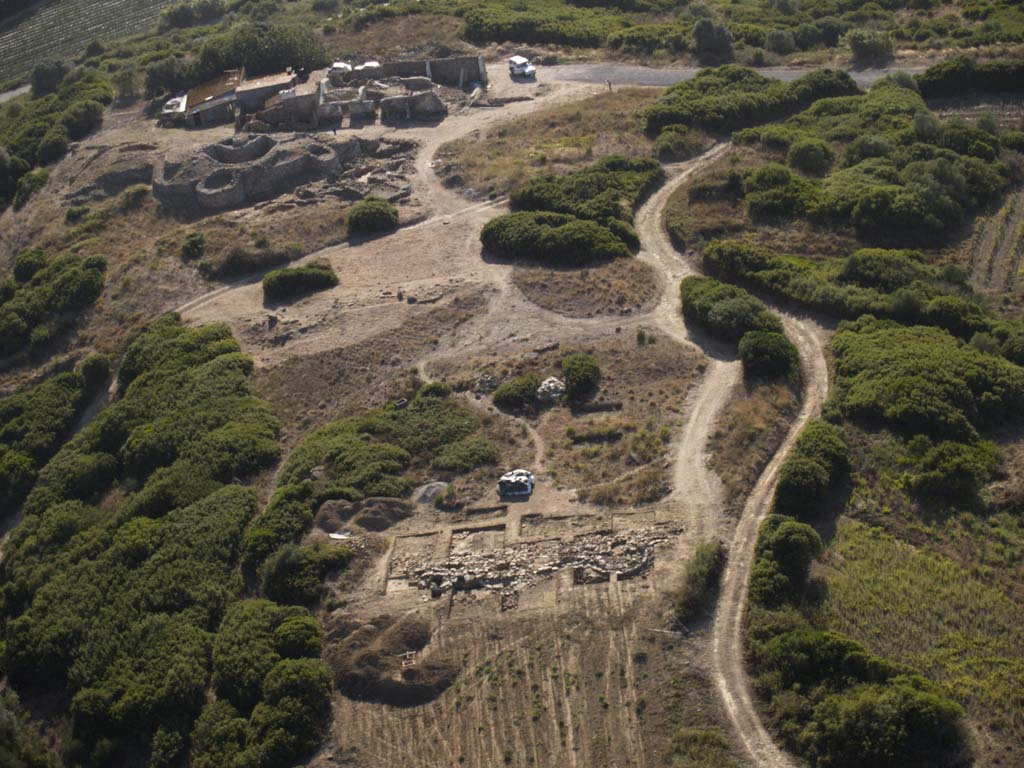
Vista aérea do Castro do Zambujal durante um período de escavações

O Castro do Zambujal, também designado por Povoado fortificado do Zambujal, é um povoado fortificado situado a 3 km de Torres Vedras, em Portugal, cujas origens remontam ao Terceiro milénio a.C., no início da Idade do Cobre na Europa Ocidental.
Inserido num conjunto mais vasto de fortificações similares situadas na Estremadura (nas penínsulas de Lisboa e Setúbal), crê-se ter sido o mais importante centro de fundição e comércio de minério dessa zona.
Em 1946 foi elevado à categoria de Monumento Nacional pelo Estado português.

## Descoberta e escavações
A sua descoberta deve-se ao arqueólogo torriense Leonel Trindade em 1932. 
As primeiras escavações sistemáticas decorreram sob a liderança do próprio Leonel Trindade, durante o período de 1959 a 1961. A partir de 1964 e até 1973 as escavações foram efectuadas e organizadas pela secção de Madrid do Instituto Arqueológico Alemão e foram novamente repetidas em 1994/95. A partir de 1996, as escavações periódicas resultaram de uma parceria entre aquele instituto e o Instituto Português de Arqueologia, com o apoio da Câmara Municipal de Torres Vedras.

## Arquitectura e construção
O Castro do Zambujal  constitui um dos mais paradigmáticos exemplos dos aspectos inovadores do Calcolítico estremenho, ou seja, a edificação de povoados fortificados, em consequência das profundas transformações sócio-económicas ocorridas durante este período.
Tendo o seu recinto interior cerca de 50 m – reforçado com bastiões circulares e semicirculares com uma espessura entre 5 a 10 m –, este sítio seria protegido de início apenas por uma fortaleza central com torres maciças e muros relativamente estreitos, tendo sido já numa segunda fase da sua ocupação que surgiu a necessidade de reforçar estas estruturas. Foi por essa razão que se ergueram mais duas imponentes linhas de muralhas, ao mesmo tempo que se procedeu à construção de uma barbacã adossada à fortaleza inicial, e em cujos alçados parecem abrir-se eventuais "seteiras", embora a sua finalidade ainda constitua uma incógnita.

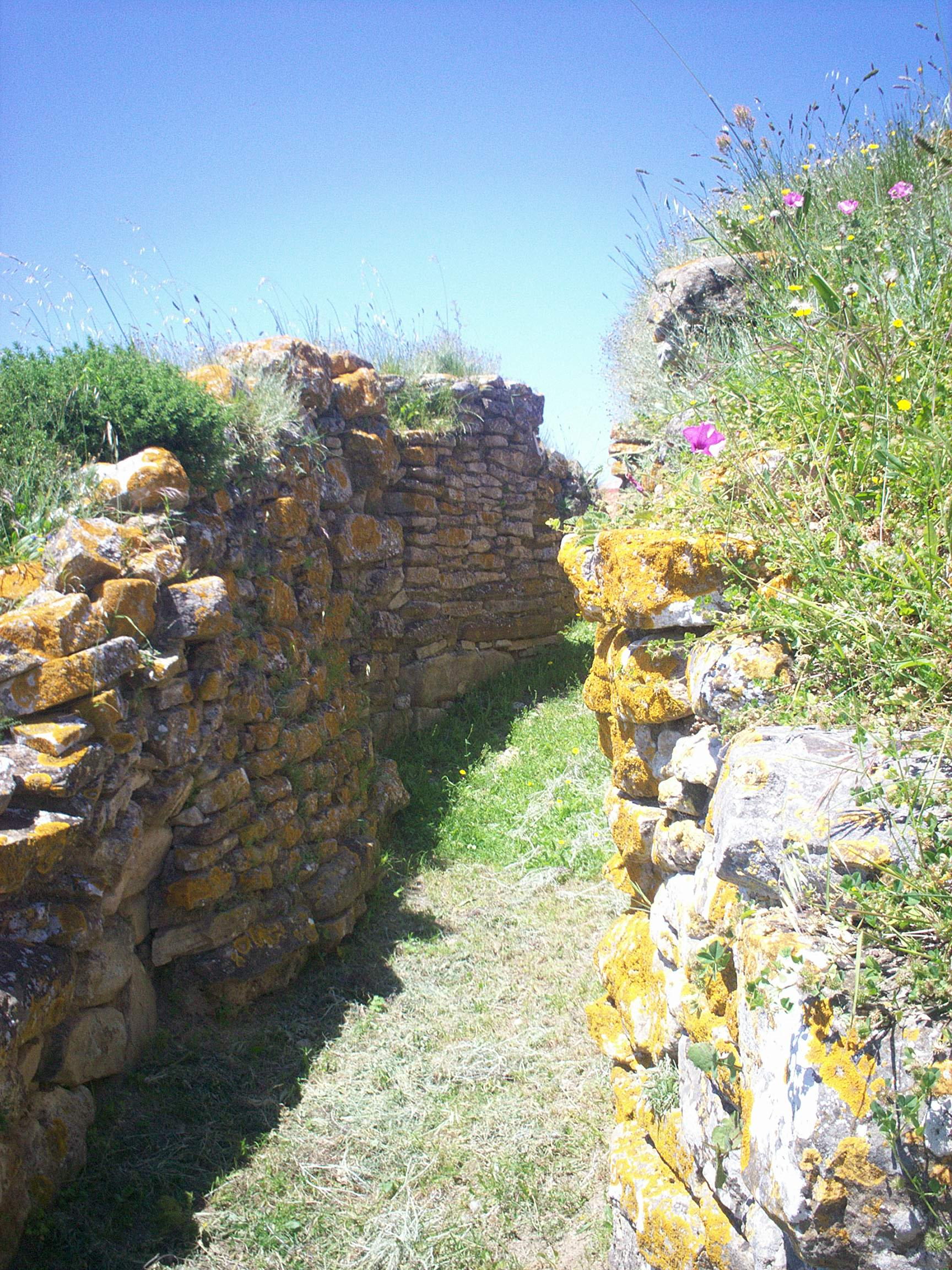
Corredor de acesso ao núcleo central.

Está também identificada a uma terceira fase de reforço deste complexo sistema defensivo, numa altura em que a funcionalidade e finalidade da "barbacã" e das entradas correspondentes à segunda linha de muralhas foram claramente mitigadas, parecendo, ao invés, verificar-se uma certa tendência para autonomizar a logística defensiva de cada uma das muralhas. Por fim, assiste-se àquela que é considerada como a quarta e última fase de construção deste sistema, com o levantamento de torres ocas, até à destruição parcial do povoado, que ocorreu por volta de 1700 a.C.

## Localização
Não há certezas quanto aos motivos que levaram à escolha do local para a construção nem a razão da sua aparente predominância, nomeadamente, comercial e estratégica. No entanto, face aos dados disponíveis, é de supor que a morfologia do terreno e a existência naquela época de um porto natural na confluência da Ribeira de Pedrulhos e do rio Sizandro, que permitia o acesso navegável até ao mar, tenham influenciado essa escolha.

## Cultura

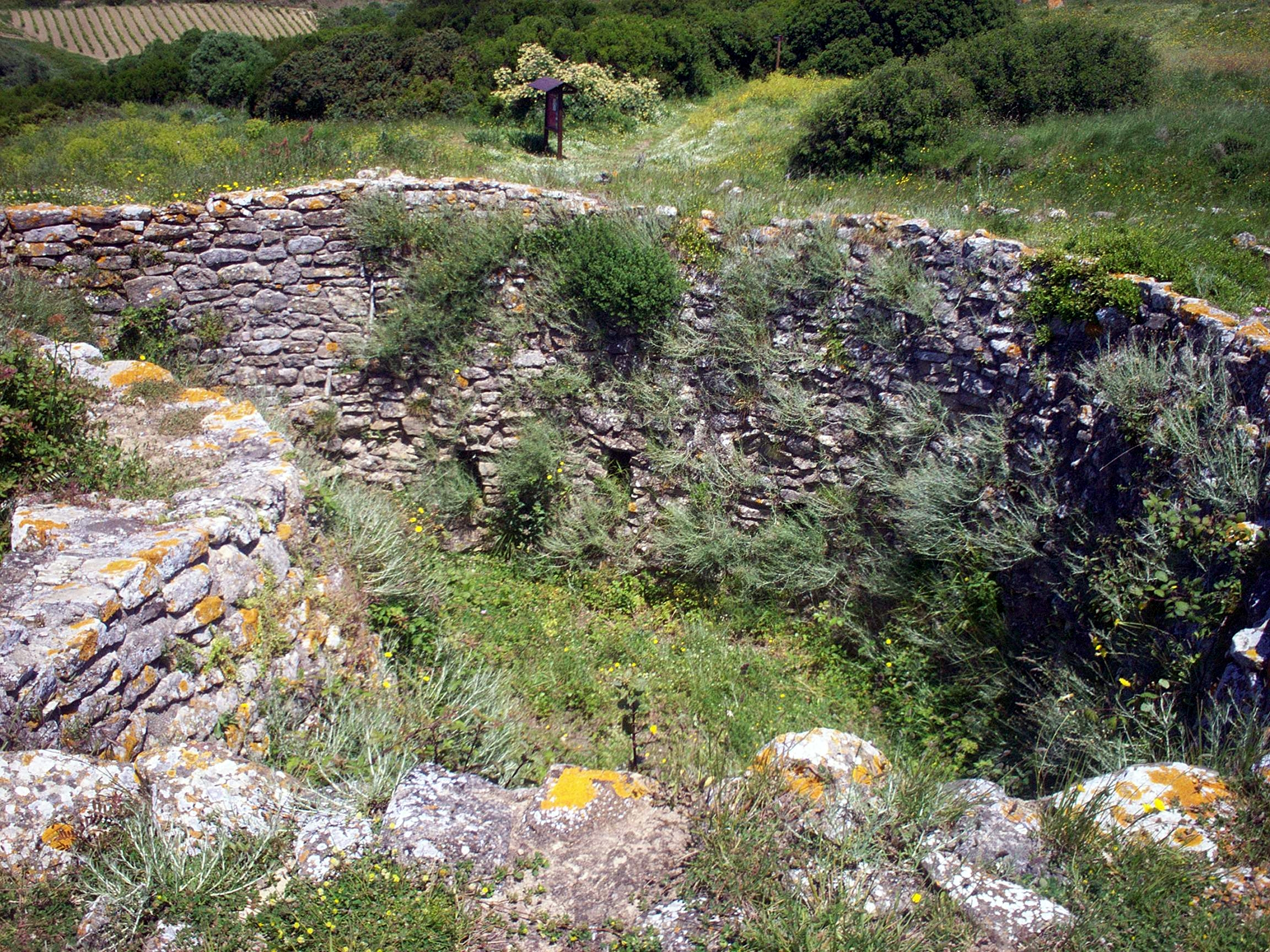
Vista actual (Maio de 2010) da parede interior da muralha que constitui a barbacã construída na 2ª fase da ocupação.

A emergência deste tipo de povoados e o seu enquadramento histórico permitem supor a existência de um certo grau de estratificação social, destinando-se o recinto central aos habitantes de estatuto superior e à salvaguarda dos produtos resultantes da prática metalúrgica e comercial. A agricultura e a criação de gado, à qual se dedicava a maioria da população, exercia-se nos terrenos circundantes do povoado.
A acumulação de riqueza está patente nos ornamentos encontrados em pedras preciosas e numa indústria que se tornou paradigma cultural da época: a  cerâmica campaniforme. De facto, foram encontrados nesta região dos mais antigos vestígios desta produção que se viria a estender um pouco por toda a Europa.

## Projectos
Dada a importância e relevância do local no contexto da Pré-História europeia, pretende-se prosseguir as escavações até revelar toda a extensão do antigo povoado, para depois se constituir um centro interpretativo para a sua preservação e divulgação ao público em geral.
As autoridades locais ponderam propôr à UNESCO a classificação do Castro do Zambujal como Património Mundial.